# Вита Паламар
Викторија (Вита) Григорјенва Паламар (укр. Вікторія (Віта) Григорівна Паламар; Хмељницки, 12. октобар 1977) је украјинска атлетичарка
специјалиста за скок увис.
Прво велико међународно такмичење било је Светско првенство за јуниоре 1996. у Сиднеју где је заузела шесто место (1,85). На Олимпијским играма у Сиднеју 2000. била је шеста (1,96).
Следеће године је пета (1,93) на Светском првенству у дворани у Лисабону, и на Светском првенству на отвореном у Едмонтону (1,95), а на Летњој универзијади у Пекингу освојила је златну медаљу.
Пета је на Светском купу 2003 Паризу (1,95), четврта на Светском првенству у дворани 2004. у Будимпешти (1,97), а пета на Светском првенству 2005. у Хелсинкију.(1,93
У 2007. је била седма на Светском првенству у Осаки 1,94), 2008 је бронзана на Светском првенству у дворани у Валенцији где је резултатом 2,01 поставила нови национални рекорд. На Олимпијским играма у Пекингу (1,99), а у 2009 у Берлину на Светском првенству није прошла квалификације.